# Isopropylphenole
Die Isopropylphenole (Cumenole) bilden in der Chemie eine Stoffgruppe, die sich sowohl vom Phenol als auch vom Isopropylbenzol (Cumol) ableitet. Die Struktur besteht aus einem Benzolring mit angefügter Hydroxygruppe (–OH) und Isopropylgruppe [–CH(CH3)2] als Substituenten. Durch deren unterschiedliche Anordnung ergeben sich drei Konstitutionsisomere mit der Summenformel C9H12O.
Das Derivat Methylisopropylphenol wurde in Kombination mit Aluminiumhydroxid und Lithiumbenzoat im Präparat Thylial bei „Hyperacidität, Sodbrennen, Blähungen und Gallestauungen“ angewendet.
| Gefahrensymbol | Gefahrensymbol |

| Gefahrensymbol | Gefahrensymbol |

| Gefahrensymbol | Gefahrensymbol |

| Gefahrensymbol |